# 陈希郡
陈希郡（1991年12月18日—），汉族，中国歌手、演员。毕业于黑龙江大学。2014年获得央视音乐频道《歌霸天下》全国亚军，随后签约北京龙乐辰郡文化传媒公司成为正式艺人而出道至今，同年8月参加安徽卫视《2014超级先生》进入太阳女神谢娜队而备受关注，网友称其为“国民校草”。

## 主要经历
- 1991年 出生于黑龙江省双鸭山市
- 2009年 考入黑龙江大学播音与主持艺术专业本科班（2013年毕业）
- 2013年 参加“深圳沃音乐校园歌手争霸赛”荣获全国亚军、最俱人气王
- 2014年 获得中央电视台音乐频道《歌霸天下》获得全国亚军；同年8月参加安徽卫视《超级先生》入围谢娜队6强[3]

## 影视作品

### 微电影
| 上映时间 | 电影               | 角色   | 备注         |
| -------- | ------------------ | ------ | ------------ |
| 2013-07  | 《致·毕业季》      | 陈希郡 |              |
| 2014-08  | 《恋曲无爱不欢》   | 林墨   |              |
| 2015-03  | 《极速世界·战车》  | 熙俊   |              |
| 2016-03  | 《我的前任要结婚》 | 林小龙 | 男一号       |
| 2016-11  | 《分手别把锅带走》 | 腊鸡   | 分故事男一号 |
| 2017-02  | 《钟离凰》         | 秦天   | 男一号       |

### 电视剧
| 首播时间 | 电视剧             | 角色       | 备注   |
| -------- | ------------------ | ---------- | ------ |
| 2015年   | 《逆光之恋》       | 于思佳       | 网剧   |
| 2015年   | 《花火》           | 孟桐       |        |
| 2016年   | 《女不强大天不容》 | 少年吕方成 |        |
| 2018年   | 《人不彪悍枉少年》 | 楊朝       |        |
| 2019年   | 《大唐魔盗团》     | 李天       | 网络剧 |
| 2019年   | 《親愛的，熱愛的》 | 歐強       |        |
| 2019年   | 《九州縹緲錄》     | 贏真       |        |
| 2019年   | 《偽鈔者之末路》   | 胡正浩     | 网络剧 |
| 2020年   | 《猎心者》         | 花笙       |        |
| 2020年   | 《酋长的男人》     | 易天       | 网络剧 |
| 2021年   | 《我的砍价女王》   | 安安       |        |
| 2022年   | 《請君》           | 顾北西     | 网络剧 |
| 2023年   | 《无与伦比的美丽》 | 赵昂       |        |
| 待播     | 《半城花雨伴君离》 |            | 网络剧 |
| 待播     | 《夜旅人》         |            | 网络剧 |

### 综艺节目
- 安徽卫视《超级先生》《非常静距离》
- 东方卫视《谁是大擂主》《东方直播室》《中国梦之声》
- 黑龙江卫视《美丽俏佳人》

### 主持生涯
- 2013年 主持东方卫视《中国梦之声》人气学员见面会专场
- 2014年 主持著名演员郭涛造型店开店仪式
- 2014年 主持《华语音乐排行榜》颁奖盛典启动仪式

## 音乐作品
| 发表时间 | 单曲名称     | 备注 |
| -------- | ------------ | ---- |
| 2014-04  | 《爱之舞》   |      |
| 2014-05  | 《梦想起航》 |      |
| 2014-06  | 《那原点》   |      |